# 원피스 17기
일본 애니메이션 《원피스》 17기 '드레스로자(ドレスローザ),(Dressroza)는 오다 에이치로의 원작 만화를 기반으로 도에이 애니메이션이 제작하고 미야모토 히로아키가 감독한 열일곱 번째 시즌이다. 회차는 총 122회 (629화~750화)에 달한며, 2014년 1월 19일 ~ 2016년 7월 13일동안 방송되었다.
드레스로자 편에서는, 펑크 하자드를 통한 루피-로우 연합과 돈키호테 패밀리가 충돌한다. 돈키호테 도플라밍고는 이글이글 열매를 미끼로 루피를 콜로세움으로 불러들이거나, 밀짚모자 해적단에 직접 현상금을 걸어 제거를 시도하지만, 슈거의 기절과 공장 파괴라는 사건들이 터지고 간부들이 하나하나 쓰러지며 마침내 모든 간부들이 쓰러진다. 도플라밍고는 마지막으로 루피와 로와 대치하지만, 루피의 기어 4 콩건에 허무하게 쓰러지며, 후지토라에게 압송된다.